# Overberge (Schwerte-Lichtendorf)
Overberge (auch Oberberg, vgl. Niemeyersche Karte) ist eine historische Bauerschaft und ein Ortsteil von Schwerte-Lichtendorf, einem Stadtteil von Schwerte im Kreis Unna, Nordrhein-Westfalen, Deutschland.

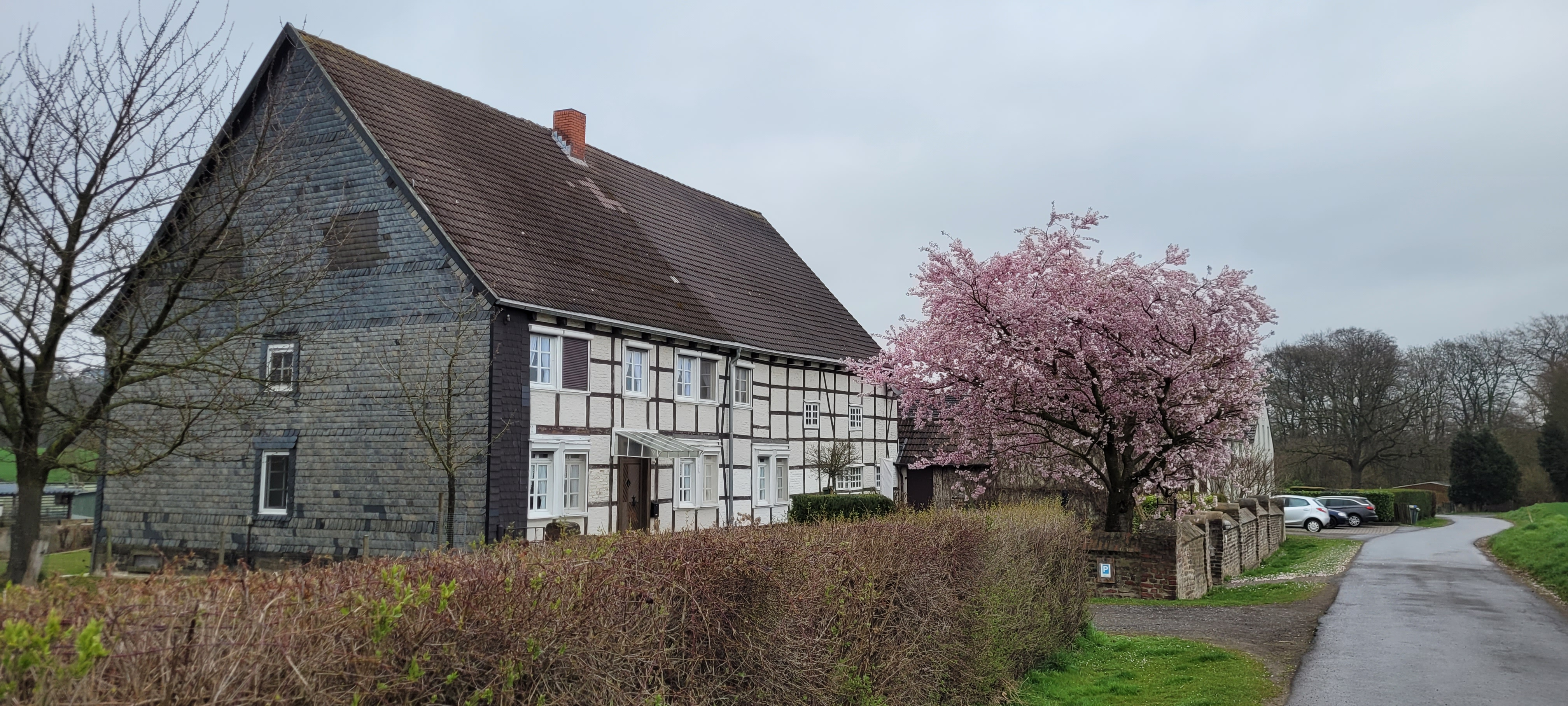
Haus in Overberge

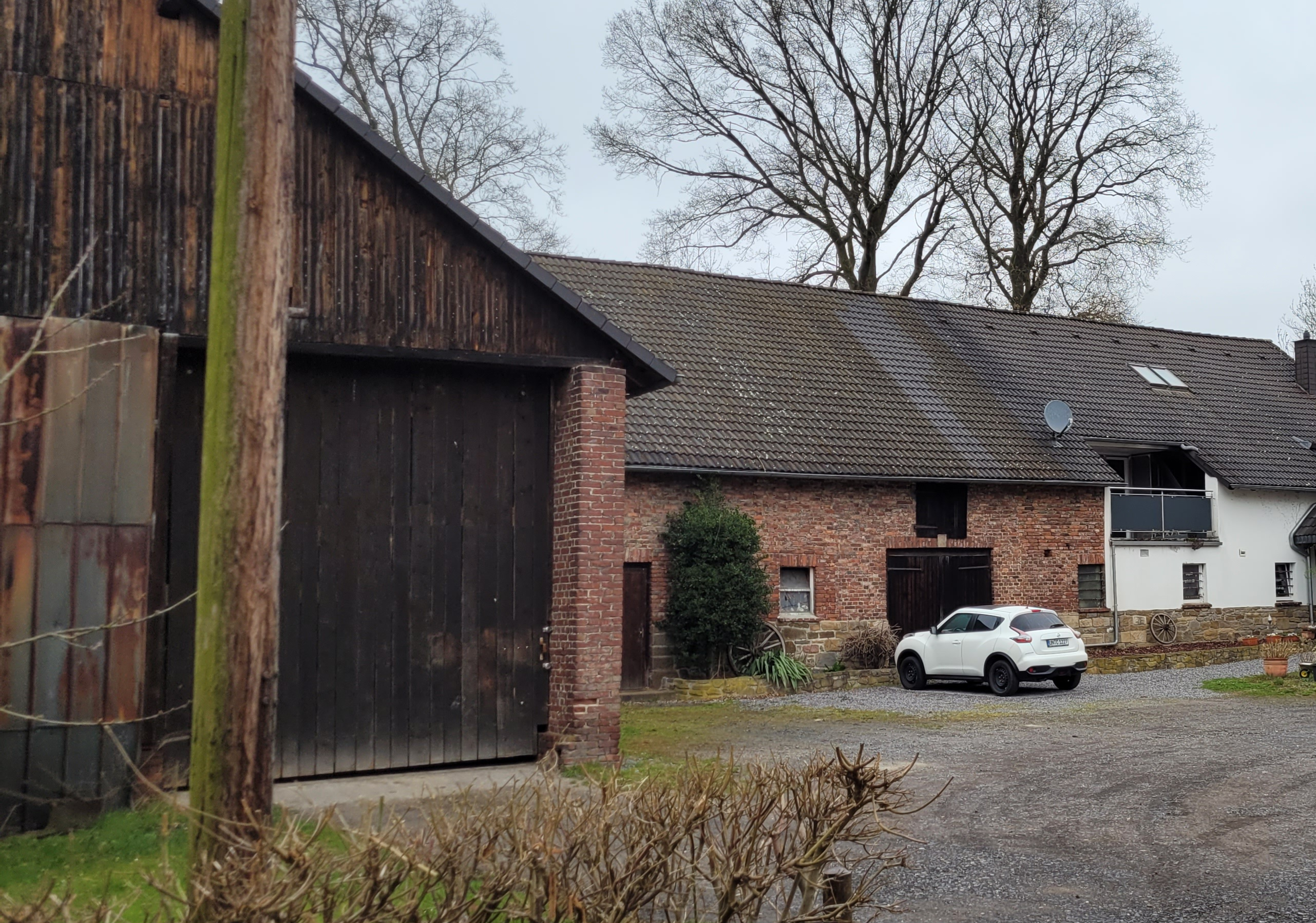
Hof in Overberge

## Geographie

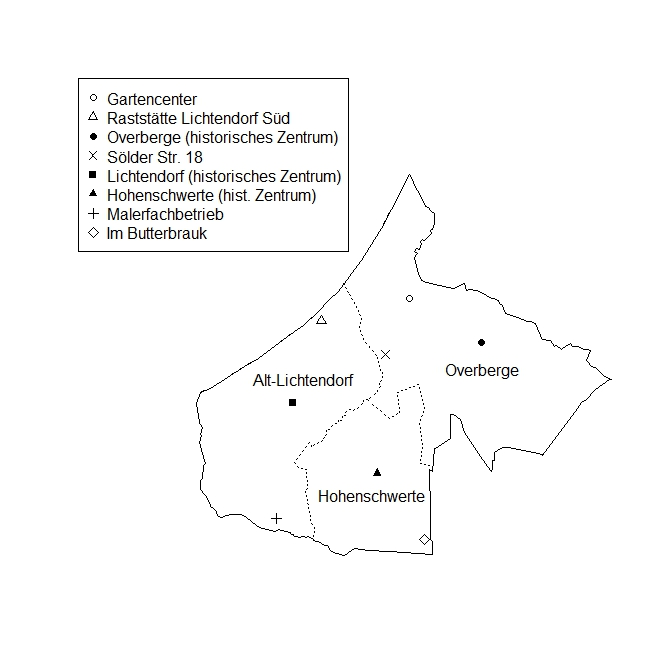
Heutige Grenzen von Schwerte-Lichtendorf mit Zuordnung der Flurstücke zu den historischen Ortschaften.

Der historische Ortskern von Overberge liegt unmittelbar südöstlich des Kellerkopf-Denkmals entlang des Overberger Wegs in Schwerte-Lichtendorf. Die ursprüngliche Ortschaft befand sich in Höhe der Hausnummern 3 bis 8. Es befindet sich im östlichen Teil des heutigen Schwerte-Lichtendorfs. Im Nordwesten grenzt es an Dortmund-Lichtendorf, im Osten an Hengsen, im Süden an Geisecke und Hohenschwerte und im Westen an die historische Ortschaft Lichtendorf.

## Geschichte

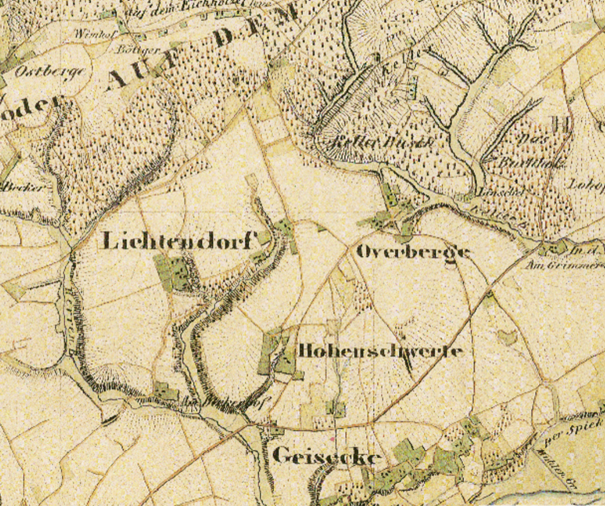
Historische Karte von Lichtendorf und Overberge aus der Preußischen Uraufnahme (1836–1850).

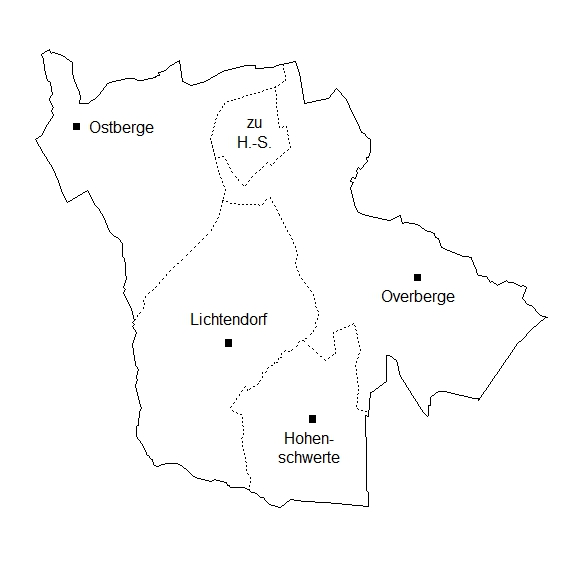
Historische Gemeinde Lichtendorf mit Zuordnung der Flurstücke zu den historischen Ortschaften.

Bereits in einer Stiftungsurkunde des von 963 bis 973 amtierenden Werdener Abtes Engelbert tauchen die Höfe „Overberge iuxta Honsuaerte“ (Overberge bei Hohenschwerte) auf.
Historisch war Overberge eine Bauerschaft und gehörte zur Gemeinde Lichtendorf. 
Am 3. März 1945 war Overberge Schauplatz eines Bombenangriffs durch britische Kampfflugzeuge. Dabei wurde das Gehöft des Bauern Peetz vollständig zerstört.
An der Ecke Sölderstraße/Buschkampweg gab es in Overberge früher eine Schule, nach der die heutige Bushaltestelle „Overberge Schule“ benannt ist.

## Sehenswürdigkeiten
- Das nahegelegene Kellerkopf-Denkmal.